# Fárúk Ben Musztafí
Fárúk Ben Musztafí (arabul: فاروق بن مصطفى; Banzart, 1989. július 1. –) tunéziai válogatott, aki jelenleg az Es-Sabáb játékosa.

## Sikerei, díjai

### Klub
- CA Bizertin
  - Tunéziai kupa: 2013

### Válogatott
- Tunézia
  - Afrikai nemzetek bajnokság: 2011

## Külső hivatkozások
- Farouk Ben Mustapha Transfermarkt